# Obando (Bulacan)
Obando ist eine Stadtgemeinde in der philippinischen Provinz Bulacan in der Region Central Luzon  mit ca. 55.000 Einwohnern.

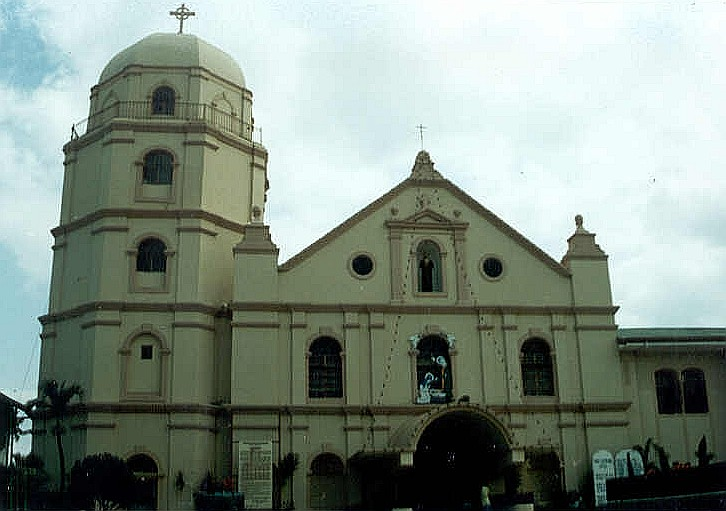
Kirche in Obando

## Lage
Zur Manila Bay im Westen sind es etwa 5 km. Malabon befindet sich 10 km südlich und zum Mac-Arthur-Highway sind es 4 km, zum North-Luzon Expressway 6 km nach Osten.

## Geschichte
Im 18. Jahrhundert bildeten die Gemeinden Meycauayan, Valenzuela (früher Polo) und Obando eine einzige Stadt namens Meycauayan. Polo und Obando bildeten ein Barrio genannt Catangalan. Im Jahr 1907 wurde Obando dann eigenständige Stadt.

## Baranggays
Obando ist in folgende 11 Baranggays aufgeteilt:
| - Binuangan - Catanghalan - Hulo - Lawa | - Salambao - Paco - Pag-asa (Pob.) - Paliwas | - Panghulo - San Pascual - Tawiran |